# Кирза

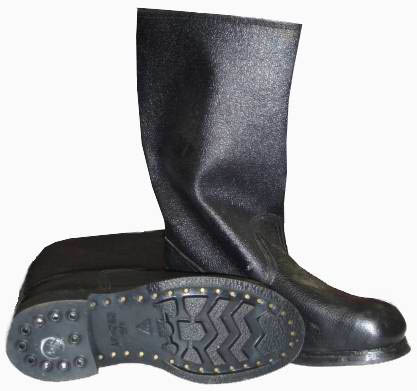
Кирзові чоботи

Ки́рза — міцна багатошарова бавовняна тканина, просочена бензоводним розчином синтетичного каучуку, а потім термічно оброблена для утворення плівкоподібного шару назовні. Лицеву поверхню кирзи зазвичай піддають термічному тисненню для імітації фактури свинячої шкіри. В народі кирзу також називають «чортова шкіра».

## Походження назви
Слово «кирза» утворене від назви грубої бавовняної тканини  — каразії (англ. kersey), яку первісно використовували для виготовлення цього шкірзамінника. Назва матеріалу пов'язана з місцем його виробництва — селом Керсі (Kersey) у графстві Саффолк.
Поширена легенда про походження слова від скорочення назви «Кировский завод» — начебто місця першого промислового виробництва кирзи — є прикладом народної етимології, бо розташований біля м. Кіров завод штучної шкіри завжди мав назву «Іскож» (рос. Искож — искусственая кожа, «штучна шкіра»).

## Технологія виробництва
Технологія виробництва сучасної кирзи розроблена 1935 р. Іваном Васильовичем Плотниковим та Олександром Хомутовим. Кирза вперше почала масово вироблятись під час Радянсько-фінської війни для шиття армійських чобіт. За підсумками використання в зимових умовах матеріал був визнаний непридатним для вжитку у виробництві взуття, і виробництво кирзи було практично згорнуте.
Знову масове виробництво кирзи за покращеною технологією було розпочате восени-взимку 1941 року у зв'язку з катастрофічною нестачею взуття в діючій радянській армії.
Відтоді СРСР, а тепер — Росія є найважливішим у світі виробником кирзи за технологією Плотникова, що лишилась незмінною від 1941 р. Близько 85 % сучасного виробництва кирзи в Росії призначено для виготовлення армійського взуття (чобіт та черевиків). Загалом на теперішній час вироблено близько 150 мільйонів пар кирзового взуття.
Окрім того, кирза використовується для виготовлення пасів, великих прокладок в деяких типах верстатів і т. ін.
За розробку технології виробництва кирзи її автора, Івана Плотникова, постановою РНК СРСР від 10 квітня 1942 р. нагороджено Сталінською премією другого ступеня розміром у 100 тисяч карбованців.